# Reginaldo de Orleans
Reinaldo de Orleans fue un fraile dominico francés beatificado por el papa Pio IX en 1875.

## Biografía
Reginaldo, después haber ejercido muchos años el cargo de profesor de Derecho Canónico en la Sorbona de París, pasa a ser decano en Orléans. En 1218 decidió acompañar a Roma a su obispo Manassé de Seignelay, quien debía encontrar al Papa Honorio III, para luego ir en peregrinación a Jerusalén.
En Roma conoció al cardenal Ugolino de Anagni, quien luego será el Papa Gregorio IX, y éste le hizo conocer Domingo de Guzmán,  que lo fascinó con sus ideales de pobreza. Durante la estancia romana Reginaldo se enfermó gravemente, Domingo fue a visitarlo y entonces Reginaldo le prometió que si sanaba entraría en Orden de predicadores.
Durante la enfermedad, Reginaldo tuvo una aparición de la Virgen María, que le mostró el hábito blanco dominicano, invitándolo a vestirlo. Reginaldo sanó milagrosamente y pronunció los votos religiosos en las manos de Domingo, que lo invitó a seguirlo en Bolonia. En la Universidad de Bolonia muchos estudiantes y profesores quedaron vivamente impresionados por la predicación de Reginaldo, entre este maestro Moneta y Rolando de Cremona, que un miércoles de Ceniza se precipitaron ante él para pedir su incorporación a la Orden dominicana.
Reginaldo permaneció casi un año en Bolonia como prior de los dominicos, mientras Domingo estaba en España y en Francia. Cuando Domingo regresó, pidió a Reginaldo que fuera a París, donde la Orden tenía necesidad de su presencia. También en París Reginaldo fue prior del convento dominico de Saint-Jacques y con sus prédica inflamó el ánimo de muchos profesores y estudiantes de la Sorbona, entre ellos Jordán de Sajonia, que luego será el sucesor de Domingo en la conducción de la Orden.
Nuevamente muy enfermo, Reginaldo quiso continuar llevando una vida muy dura, marcada por las continuas penitencias que él consideraba como un placer, pues decía: "¡No se puede seguir a Jesús sin cruz! Yo no creo haber adquirido algún mérito particular entrando en la Orden, porque en ella he estado siempre muy feliz". Jordán de Sajonia dijo de él: "Su elocuencia era infuocata y su palabra, como fiaccola ardiente, inflamaba el ánimo de los ascoltatori, muy pocos tenían el corazón tan endurecido como para resistir el calor de aquel fuego. Parecía un segundo Elías".
Murió en el febrero de 1220. Como los dominicos no tenían todavía un cementerio a París, Reginaldo fue enterrado en el cementerio benedictino de Notre-Dame-des-Champs.

## Culto
Fue beatificado por el papa Pio IX en 1875. El Martirologio Romano fija su memoria litúrgica el 1 de febrero, mientras las comunidades dominicanas lo recuerdan el 12 de febrero.